# ساختمان‌های مسکونی مدرنیسم برلین
ساختمان‌های مسکونی مدرنیسم برلین (به انگلیسی: Berlin Modernism Housing Estates) در کشور آلمان واقع شده‌است. ساختمان‌های مسکونی مدرنیسم برلین از آثار فرهنگی میراث جهانی ثبت‌شده در این کشور است که در سال ۲۰۰۸ با شماره ثبت ۱۲۳۹ در فهرست میراث جهانی یونسکو به ثبت رسید.